# Peto's paradox
Peto's paradox is een paradox, genoemd naar Richard Peto, die stelt dat de incidentie van kanker niet lijkt samen te hangen met het aantal lichaamcellen van een organisme. Het voorkomen van kanker bij mensen is bijvoorbeeld veel hoger dan het voorkomen van kanker bij walvissen, ondanks dat een walvis veel meer cellen heeft dan een mens. Als de kans op carcinogenese in cellen constant was, zou men verwachten dat walvissen een hogere incidentie van kanker hebben dan mensen.
Richard Peto, een statistische epidemioloog aan de Universiteit van Oxford, formuleerde de paradox in 1977. Peto schreef een overzicht van het meertrapsmodel over kanker en merkte op dat mensen, op cellulair niveau, veel minder vatbaar waren voor kanker dan muizen. Peto veronderstelde dat een evolutionair mechanisme verantwoordelijk was voor de verschillende carcinogenesepercentages per soort.

## Bewijzen
Bij individuen binnen één soort lijkt het risico op kanker en de lichaamsgrootte positief gecorreleerd te zijn, zelfs wanneer andere risicofactoren uit de analyse worden weggelaten. Een onderzoek met 17.738 Britse mannen toonde een positieve correlatie tussen lengte en kankerincidentie met een hoge mate van statistische betrouwbaarheid, zelfs nadat risicofactoren zoals roken waren gecorrigeerd.
Tussen verschillende soorten gaat deze correlatie echter niet op. In een onderzoek uit 2015, uitgevoerd door de San Diego Zoo, vergeleek men kankerincidentie tussen 36 verschillende soorten zoogdieren, variërend in grootte van de zebragrasmuis (51 gram) tot de olifant (4800 kilogram). Er werd hier geen significant verband gevonden tussen lichaamsgrootte en kankerincidentie, wat empirische ondersteuning bood voor Peto's initiële observatie.